# Viré
Viré är en kommun i departementet Saône-et-Loire i regionen Bourgogne-Franche-Comté i östra Frankrike. Kommunen ligger i kantonen Lugny som tillhör arrondissementet Mâcon. År 2022 hade Viré 1 218 invånare.

## Befolkningsutveckling
Antalet invånare i kommunen Viré
| Referens: INSEE |